# Doppeläugiger Fichtenbastkäfer

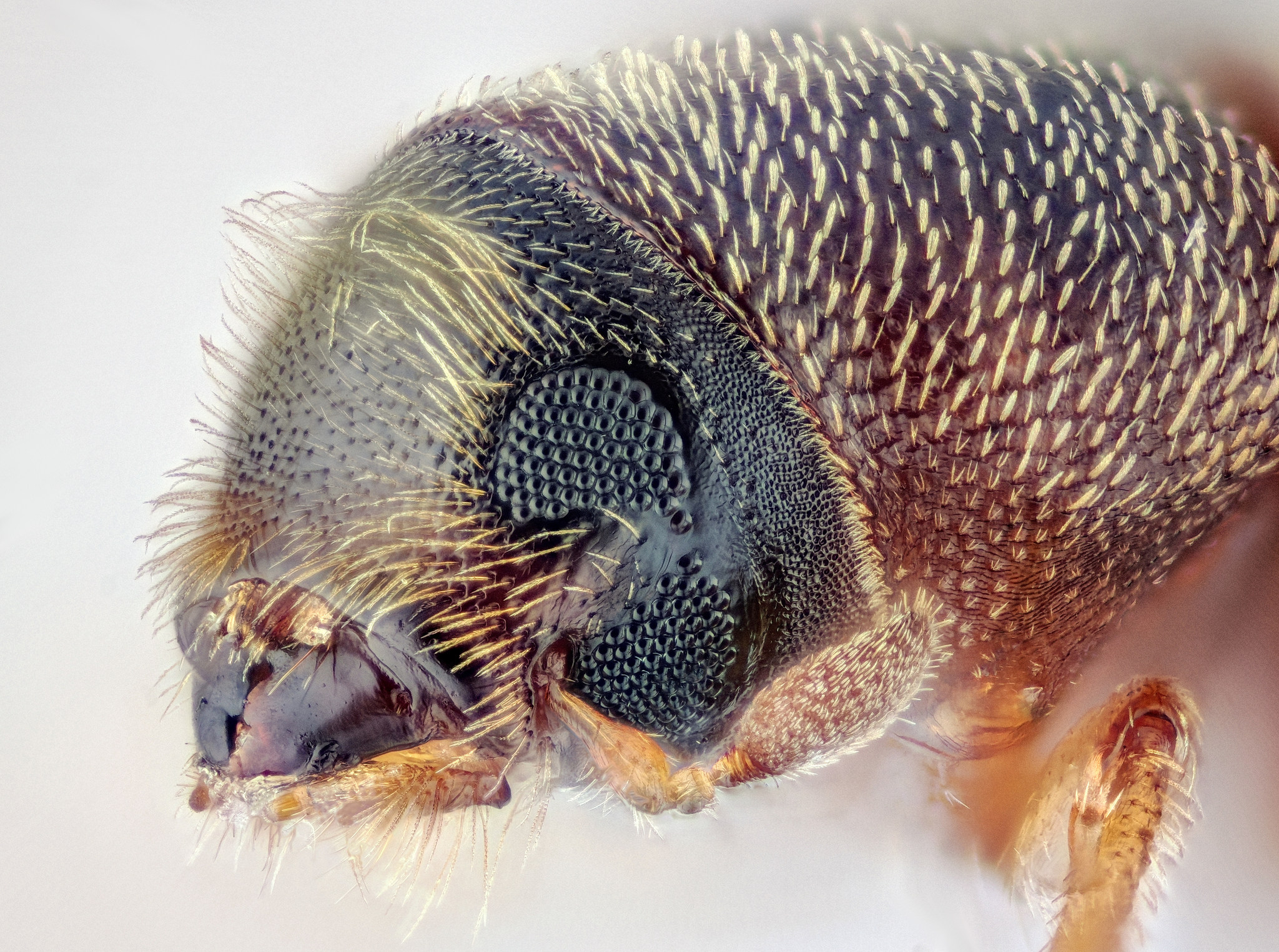
Das charakteristische geteilte Auge bei Polygraphus.

Der Doppeläugige Fichtenbastkäfer (Polygraphus poligraphus) ist ein Rüsselkäfer aus der Unterfamilie der Borkenkäfer (Scolytinae). Da er seine Brutsysteme in der Rinde der Wirtsbäume anlegt, wird er den Rindenbrütern zugerechnet.

## Merkmale
Die Käfer werden 2,2 bis drei Millimeter lang und haben einen braunen Körper. Der Kopf ist von oben sichtbar, der Halsschild ist vorne eingeschnürt und am Vorderrand breit eingebuchtet, fein punktiert und mit glatter, kurzer Mittellinie versehen. Der Basalrand der Flügeldecken trägt einen niedrigen Zähnchenkamm, ist leicht aufgebogen und in der Mitte durch das Schildchen kaum unterbrochen. Der Körper ist mit dichtstehenden, kurzen und hellen Schuppen bedeckt. Die Vorderschienen sind außen gezähnt. Das erste und das fünfte Sternit ist gleich lang und größer als das zweite bis vierte. Die abgeplattete, am Ende zugespitzte Fühlerkeule weist keine Nähte auf, die Fühlergeißel ist fünfgliedrig. Die Augen sind zweigeteilt. Das dritte Fußglied ist zylindrisch geformt. Fühler und Beine sind gelblich gefärbt.
Das Männchen hat auf der gewölbten, kurz behaarten Stirn zwei Höckerchen, das Weibchen dagegen trägt einen feinen, kurzen Haarkranz auf der eher flachen Stirn (Sexualdimorphismus).

## Verbreitung
Die Art ist in Mittel-, Nord- und Osteuropa verbreitet.

## Lebensweise
Polygraphus poligraphus kommt an Gemeiner Fichte (Picea abies) und Sibirischer Fichte (Picea obovata), seltener an  Kiefern (Pinus), Tannen (Abies), und Lärchen (Larix) vor. Er besiedelt die Rinde der Bäume und lebt polygam. Als Pheromon wurde bisher Terpinen-4-ol isoliert. Die Gänge des sternförmigen Brutbildes befinden sich ganz in der Rinde auf verschiedenen Ebenen, so dass auf der Innenseite der Rinde meist nur ein Gewirr von gewundenen Larvengängen und von Teilen der waagerechten Muttergänge zu erkennen ist.
Es gibt meist eine Generation im Jahr, die Flugzeit liegt im Mai/Juni, gelegentlich auch im Juli/August. Die Käfer sind Spätschwärmer. In trockenen und heißen Jahren kann es zur Ausbildung von zwei Generationen kommen. Geschwisterbruten, bei denen die Altkäfer zu einer zweiten Eiablage kommen, treten ebenso auf. Dadurch kann man oft mehrere Entwicklungsstadien nebeneinander finden. Die Tiere überwintern in der Rinde im unteren Stammteil jedoch meistens in abgefallenen kleinen Rindenstücken am Stammfuß der Wirtsbäume.

### Schadwirkung
Die Käfer befallen oft Bäume in mittelalten Waldbeständen, wobei die Wirtsbäume bei Massenvermehrungen auch absterben können. In Fichtenbeständen auf ungeeigneten Standorten sowie außerhalb des natürlichen Verbreitungsgebietes der Fichte sowie auf Muschelkalkböden sind die Schäden mitunter häufiger und schwerer als durch Buchdrucker (Ips typographus) und Kupferstecher (Pityogenes chalcographus).
Durch Spechtarbeit fallen oft Rindenstücke ab, an denen das Fraßbild deutlich zu Tage tritt. Der Rindenabfall beginnt am Kronenansatz. In der Folge nimmt der Stamm eine hellbraune Rindenfarbe an und ist bereits von weitem als befallen erkennbar. Die Nadeln fallen fahlgrün ab, wodurch die Krone von innen heraus aufgelichtet wird. Die Nadeln liegen auffällig auf dem Waldboden um den Wurzelbereich herum.

## Systematik

### Synonyme
Aus der Literatur sind für Polygraphus poligraphus folgende Synonyme bekannt:
- Dermestes poligraphus Linné, 1758
- Polygraphus polygraphus De Geer, 1775
- Polygraphus pubescens Fabricius, 1792
- Bostrichus pubescens Fabricius, 1792
- Polygraphus pubescens var. minor Lindemann, 1875
- Polygraphus griseus Eggers, 1923